# Buxton Stars FC
Buxton Stars Football Club, ou por razões de patricínio Bakewell Buxton Stars FC é um clube de futebol guianense, sediado em Buxton, região de Demerara-Mahaica da Guiana.

## Competições
Filiado à East Demerara Football Association, foi campeão regional no ano de 2010. Atualmente, compete na Copa da Guiana de Futebol, tendo chegado às oitavas-de-final na temporada de 2019.